# Minofala instans
Minofala instans är en fjärilsart som beskrevs av Smith 1905. Minofala instans ingår i släktet Minofala och familjen nattflyn. Inga underarter finns listade i Catalogue of Life.